# Moszczanka (gromada w powiecie prudnickim)
Moszczanka – dawna gromada, czyli najmniejsza jednostka podziału terytorialnego Polskiej Rzeczypospolitej Ludowej w latach 1954–1972.
Gromady, z gromadzkimi radami narodowymi (GRN) jako organami władzy najniższego stopnia na wsi, funkcjonowały od reformy reorganizującej administrację wiejską przeprowadzonej jesienią 1954 do momentu ich zniesienia z dniem 1 stycznia 1973, tym samym wypierając organizację gminną w latach 1954–1972.
Gromadę Moszczanka z siedzibą GRN w Moszczance utworzono – jako jedną z 8759 gromad na obszarze Polski – w powiecie prudnickim w woj. opolskim, na mocy uchwały nr VII/28/54 WRN w Opolu z dnia 4 października 1954. W skład jednostki weszły obszary dotychczasowych gromad Dębowiec, Łąka Prudnicka, Moszczanka i Pokrzywna ze zniesionej gminy Moszczanka w tymże powiecie. Dla gromady ustalono 28 członków gromadzkiej rady narodowej.
1 stycznia 1969 do gromady Moszczanka włączono wieś Jarnołtówek z gromady Głuchołazy w powiecie nyskim w tymże województwie.
Gromada przetrwała do końca 1972 roku, czyli do kolejnej reformy gminnej.